# Roc de la Veu
El Roc de la Veu és una muntanya de 930 metres que es troba al municipi de la Quar, a la comarca catalana del Berguedà.